# Мельников, Евгений Павлович
Евге́ний Па́влович Ме́льников (7 октября 1928, Бузулук — 26 сентября 2010, Ташкент) — художник-живописец, Народный художник Узбекистана (2005).
Выдающийся мастер портретной живописи, натюрморта, пейзажа и анималистических композиций, оказавший большое влияние на развитие национальной школы современной живописи Узбекистана.

## Биография
Евгений Павлович Мельников родился в Бузулуке 7 октября 1928 года. Его отец — Павел Иванович Мельников, священник, сын купца второй гильдии Ивана Ивановича Мельникова, после закрытия церкви в 1932 году был арестован и вскоре расстрелян.
В том же году мать с четырёхлетним сыном переехала в Самарканд, где умерла в 1935 году. Евгений Мельников жил в детском доме, с 1936 года — в Ташкенте в семье М. М. Ясенева, брата матери, с 1937 — в Бузулуке в семье А. И. Мельникова, брата отца.
C 1942 года учился в Бузулукском ремесленном училище, по окончании которого в 1944—1948 годах работал слесарем цеха безрельсового транспорта на Кировском заводе, эвакуированном в Челябинск. Одновременно посещал кружок рисования в заводском Доме культуры; благодаря рабочему Ф.Бухарину приобщился к поэзии.
С 1948 года учился в основанном П. П. Беньковым Самаркандском художественном училище; с 1949, после его реорганизации, — в Республиканском художественном училище (Ташкент) имени П. П. Бенькова. Его педагогами были А. А. Гольдрей, А. П. Лунев, А. А. Пузыревич, А. И. Ардабадская. Окончил училище с отличием в 1953 году, работал в кинотеатрах «Сатира Рахимова» и «25 лет УзССР».
В 1954—1960 годах учился на отделении живописи Ташкентского театрально-художественного института им. А. Н. Островского у Р. А. Ахмедова; его педагогами были также О. К. Татевосян, Ю. И. Елизаров, Б. И. Урманче, В. В. Подгурский. Одновременно с 1955 года работал в художественных мастерских Узбекского отделения Художественного фонда СССР. С 1965 года — член Союза художников СССР.
Преподавал в Республиканском художественном училище им. П. П. Бенькова (1964—1972), в Республиканской музыкально-художественной школе-интернате (1972—1976), на кафедре живописи художественного факультета Ташкентского театрально-художественного института (1960—1961, 1984—1988). В числе его учеников — Ю. Ф. Каримов, А. М. Усманов, Н. Н. Чувахин.
Скончался в Ташкенте 26 сентября 2010 года.

### Семья
Жена (с 1972) — Махтума Салимджанова, востоковед;
- дочь — Ирина, художник-анималист, окончила Московское художественное училище памяти 1905 года; живёт в Москве[1].

## Творчество

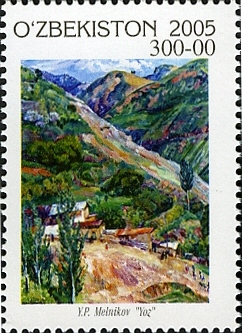

Полотна Е. П. Мельникова привлекали энергией мазка, живописным темпераментом и непривычными композиционными приёмами. В композиции натюрмортов он включал как традиционные (фрукты, цветы, предметы быта, драпировки тканей и национальных вышивок), так непривычные для этого жанра предметы: стройные ряды бутылок, похожих на органные трубы, копчёную рыбу, газеты, подсвечники с горящими свечами.
Испытанное им влияние французских постимпрессионистов подчёркивается введением в композиции картин фрагментов произведений любимых художников: автопортрета Ван Гога с отрезанным ухом, «Обнажённой» А.Модильяни, «Герники» П. Пикассо. Под влиянием творчества Поля Сезанна Евгений Мельников разработал свои стилистические приёмы моделировки формы и лепки объёмов цветом, повышенной «звучности» колорита, передачи материальной сущности предметов.
Творческое наследие Евгения Мельникова включает натюрморты, портреты, композиции на тему «Художник и модель», картины анималистического жанра и пейзажи. Им написаны портреты жены и дочери, друзей и близких ему людей: портреты «Старой актрисы», художников Рузы Чарыева и Лолы Бабаевой, искусствоведа Рафаила Такташа, химика У.Мусаева и других. Серия автопортретов («Лик в зеркале», «Большая голова», «Автопортрет в чёрном свитере», «Автопортрет 1 апреля» и другие) охватывает период 1951—2005 годов.
Узбекскому национальному виду конного спорта посвящено монументальное полотно «Улак», над которым художник работал более пяти лет. Образы коней запечатлены им на холстах «Улакчи-победитель», «Скачки на ташкентском ипподроме», «Время цветения трав», «Белые лошади», «Синие кони времени», «Кентавр», «Час огненной лошади» и других. К анималистическому жанру можно отнести и композиции «Коррида», «Гибель тореро» и «Гибель быка», о философской сути которых Е. П. Мельников написал в поэтической балладе:

Из баллады Е.Мельникова «Бой быков»:
Бык должен,

 Он должен,

 И может!!

Человека поднять на рога!

Иль тот ему шпагу, не ножик,

Всадит в сердце, как меч во врага.
В 1980-е годы часто бывал в предгорьях Тянь-Шаня, в живописных кишлаках Сукок, Акташ, Бричмулла, Аккурган, совершил несколько путешествий на Алтай. В поездки на пленэр увлекал и других художников, друзей и единомышленников. Выставки «Природа и художник» как результат этих пленэров по традиции проводятся уже третий десяток лет.

Из стихотворения Е.Мельникова «На природе»:
Я приду, разложу свои кисти;

Встанет белый мой парус холста.

Растворюсь в мироздании истин,

Погружусь в голубые места.
С 1961 года участвовал в республиканских, всесоюзных и международных выставках.
Персональные выставки
- 1989 — в выставочном зале Дирекции художественных выставок Министерства культуры Узбекистана (Ташкент)
- 1990 — Campanile Galleries (Чикаго, США)
- 2004 — в Центре современного искусства Академии художеств Узбекистана
- 2013 — в Центральном выставочном зале Академии художеств Узбекистана (в рамках XXVIII Республиканской художественной выставки «Художник и природа»)[11].

Участие в выставках
- 1973 — «Узбекский натюрморт» (Москва)
- 1975 — Брюссель (Бельгия)
- 1978 — Токио (Япония)
- 1978 — Хельсинки (Финляндия)
- 1979 — Баку (Азербайджан)
- 1996 — Париж (Франция)
- 2000 — Ганновер (Германия)[1].

Живописные произведения Е. П. Мельникова экспонируются в музеях Узбекистана:
- Государственный музей искусств Узбекистана,
- Государственный музей искусств имени И. В. Савицкого (Нукус),
- Дирекция художественных выставок Академии художеств Узбекистана,
- Ургенчская картинная галерея,
- Самаркандский государственный музей-заповедник,
- Бухарский государственный музей-заповедник.

Работы Е. П. Мельникова находятся в частных коллекциях и галереях России, Франции, Германии, Голландии, Швеции, Малайзии, Казахстана, США, Великобритании, Бельгии, Швейцарии, Израиля, Италии, Турции, Греции, Ливана.

### Поэт
Первые поэтические произведения были написаны в конце 1960-х годов. В 2004 году благодаря усилиям искусствоведа Л. Х. Кодзаевой к открытию персональной выставки Е. П. Мельникова в Центре Современного искусства Академии художеств Узбекистана тиражом 500 экземпляров выпущен сборник его поэзии «Лики и образы».

## Награды и признание
- Орден «Дустлик» (1998)[13]
- Народный художник Республики Узбекистан (2005)[1][7][14]